# 小町剛廣
小町 剛廣（こまち まさひろ）は、東京都昭島市出身の写真家。
これまで多くの女優・タレントのグラビア・写真集を撮影。2011年から朝丘雪路の専属写真家を務める。ライフワークとしては10年間100回以上沖縄を訪れ、がじゅまるの樹を撮影。がじゅまるの樹の生命力に魅了される。その後写真集『がじゅまる』を出版し、おきなわワールド ガンガラーの谷 ケイブカフェで「がじゅまる・大鍾乳洞内写真展」を半年間に及び開催。
現在は女優・タレントの撮影以外に、人の生命にスポットライトを当て、東京都新宿区でマタニティーフォト・ベビーフォトの撮影にも力を注いでいる。

## 人物・経歴

### 写真家になるまで
20歳の頃に昼間は都内のスタジオで助手として働き、夜は東京総合写真専門学校に通う（2年生を2回経験）。現場と学校2つの環境により実践と理論を身につける。1987年に東京総合写真専門学校を卒業。
23歳の頃、持っていたカメラを1台だけ残し他は全て売り、 フィルムをかばんに詰め込み、3ヶ月近くインドに滞在し人物を中心に撮影。インドで暮らす人々へレンズを向けることにより人間の本質、内面を強く教えさせられる。またその当時、不思議な占い師と出会い、写真家としての将来を言われる。

### フリーランスカメラマン〜会社設立
帰国後、独立しフリーランスとして活動。月刊誌や週刊誌などでアイドル等のグラビア活動を精力的にこなす。30歳の時、時間を見つけては単身キューバへ撮影旅行。そこで23歳の時とは違う人間のおもむきを知りキューバにはまる。帰国後、自分の会社を設立。名前はこよなく愛しているキューバから由来し、『株式会社ラテン』と命名。1994年、株式会社ラテン 小町剛廣写真事務所を設立。
以後、文化・スポーツなどをキューバの人々を通し撮影。エッセイを村上龍に依頼し、初の写真集『mariposa』を出版。朝日新聞文芸欄を始め多数の新聞や雑誌にて記事が紹介され話題を呼んだ。その後はブラジル・リオのカーニバルにはまり4年連続で通う。一つの集大成としてとして『ラテンへの想い』というタイトルで長年撮りためていたキューバ・ブラジルの大写真展をパークハイアット東京2F・3Fで開催した。スカイパーフェクトTVの旅チャンネルでは、本人がナビゲーターとなり『ラテンに魅せられた男』というタイトルで写真家の眼で見たキューバの魅力溢れるスポットを前編・後編2時間に渡り紹介し、キューバの魅力を写真で通じて紹介する第一人者といわれている。

### 「がじゅまる」の樹の魅力にとりつかれ1000本以上の樹を撮影
がじゅまるが持つ強い生命力、神秘さにとりつかれ時間の許す限り沖縄へ出向き（ここ10年間の間で100回以上）がじゅまるの樹を撮影し、写真集『がじゅまる』を出版。同タイトルで写真展を洞窟（おきなわワールド ガンガラーの谷 ケーブカフェ）の中という変った場所で半年間開催する。

### 月刊誌、週刊誌などでアイドル等のグラビア活動を精力的にこなす
普段は女優のグラビア、写真集などを撮影。代表的な写真集は戸田恵梨香、新田恵利、池上季実子はじめ多数出版。
2011年朝丘雪路が旭日小綬章を受賞したときから専属カメラマンを務める。
日本写真家協会会員。

### 2009年 スタジオモーツァルトを設立
現在は、女優・タレントの撮影以外に、人の生命にスポットライトを当て、東京都新宿区でマタニティーフォト・ベビーフォトの撮影にも力を注いでいる。

## 作品
- 1996年　『MARIPOSA ～マリポーサ～』　エッセイ：村上龍　　撮影地：キューバ ISBN 9784900700802
- 1996年　『若菜瀬奈　～ダリア～』　ISBN　4894611120
- 1998年　『橋本愛　～REBORN～』 ISBN 4894611244
- 1999年　『星瑤子 ～FANDANGO～』　ロケ地：スペイン ISBN 489461152X
- 2000年　『斉藤麻衣   ～2000年少女～』 ISBN 4894611716
- 2000年　『新田恵利 ～JAMBO!～』　ロケ地：アフリカ（ケニア） ISBN 4894611708
- 2000年　『AYA―小池亜弥写真集』ISBN 9784872879926
- 2000年　『森下加奈 ～夏にっき～』 ISBN 9784872878196
- 2000年　『小倉星羅 ～ひこうき雲～』　ISBN 9784872878271
- 2001年　『戸田恵梨香 ～内緒なじゅもん～』 ISBN 4883568776
- 2001年　『山口リエ ～Angel ～』 ロケ地： ロサンジェルス ISBN 9784894616073
- 2001年　『西村美保 ～mermaid～』　ロケ地：オーストラリア ISBN 4894616319
- 2001年　『岡本奈月 ～きゃら＠メール～』 ISBN 9784883568666
- 2001年　『梶原亜紀 ～Danger Dream I～』　ロケ地： ロサンジェルス ISBN 4894616556
- 2001年　『梶原亜紀 ～Danger Dream II～』　ロケ地： ロサンジェルス ISBN 4894616629
- 2002年　『TOKYO NUDE』
- 2002年　 豊川稲荷東京別院初詣ポスター
- 2003年　 豊川稲荷東京別院初詣ポスター
- 2003年　『すぎはら美里 ～hunt～』 ISBN 4883569500
- 2003年　『斉藤麻衣 ～White～』　ISBN 4883569594
- 2004年　『戸田恵梨香 ～生まれた泉～』 ISBN 477690036X
- 2004年　『池上季実子 ～Active～』　ロケ地：ニューヨーク ISBN 4894615576
- 2004年　『もも色ぷりん―加藤彩写真集』　ISBN 9784845827688
- 2006年　『趙珊珊　～裸舞～』 ISBN 9784902577082
- 2006年　『オーダーめいど―範田紗々写真集』 ISBN 9784902577099
- 2007年　『木嶋のりこ ～白夜花～』　ISBN 4903334066
- 2007年　『木嶋のりこ ～幸せの木～』 ISBN 4903334058
- 2008年　『がじゅまる』 撮影地：沖縄　ISBN 4903952002
- 2014年　『小室友里 ～艶旅～』 ISBN 9784812499559
- 2014年　『松島かえで ～艶旅～』　ISBN 4812497752
- 2014年　『夕樹舞子　～艶旅～』 ISBN 481248992X

## 個展
- 1996年　「MARIPOSA ・マリポーサ」
- 2000年8月　「キューバへの想い」 表参道クエストギャラリー
- 2000年12月　「ラテンへの想い(ロマンスキューバ 激熱空間-リオ・デ・ジャネイロ)」 パークハイアット東京
- 2002年4月　「Salsa CUBA」　新宿サザンテラス
- 2008年11月　「がじゅまる出版記念写真展」ラフェンテ代官山［style's cafe］
- 2009年3月～10月　「がじゅまる・大鍾乳洞内写真展」　おきなわワールド ガンガラーの谷 ケイブカフェ
- 2009年7月27日（月）～8月2日（日）　樹からおしえてもらう未来～がじゅまる写真と音楽の共鳴　中目黒「楽屋」
- 2009年7月13日（月）～8月21日（金） 「がじゅまる出版記念写真展」沖縄・桜坂劇場
- 2009年6月29日（月）～7月26日（日）　がじゅまるの樹から教えてもらう喜怒哀楽　代々木上原・Fireking cafe

## 受賞歴
- 2016年富士フイルム営業写真コンテスト　審査員特別賞受賞
- 2017年富士フイルム営業写真コンテスト　家族写真部門テーマ賞受賞
- 2024年富士フイルム営業写真コンテスト　優秀賞受賞

## テレビ出演
- 2001年 セコム新春スペシャル 「スカイパーフェクトTV・旅チャンネル(ch.277)」 前後編（各2時間）写真家が紹介するキューバ
- 2017年12月6日（水） テレビ神奈川　9：00～ 「イイコト」 4週にわたり写真家人生を紹介。
- 2022年9月12日放送の TBS Nスタ特集「令和で変化する"最新写真事情"」の一部で、妊婦専門フォトスタジオとしてスタジオモーツァルトが紹介。[4]